# Ингоулвур Артнаршон
Ингоулвур Артнарсон (на исландски Ingólfur Arnarsson) е знатен норвежец, който в края на IX век се преселва в Исландия.
Считан е за първия заселник в Исландия, а според легендите през 874 г. е основал и дал името на град Рейкявик.
След като Флоки Вилгердарсон, наречен Флоки Гарвана, достигнал Исландия и направил опит да се засели там, в Норвегия се понесла мълвата за новите земи на запад, които чакали своите собственици. Тази пуста, ненаселена територия, където всеки, който пожелаел, можел да разполага с колкото земя поиска, бързо станала желана дестинация за много норвежци. Стигнала и до двама приятели и млечни братя – Ингоулвур Артнаршон и Хьорлейвур Хроудмарсон. Двамата били забогатели след викингски походи, но завръщайки се в родната Норвегия, се скарали със синовете на местен владетел и ги убили в сражение. Владетелят ги принудил да му предадат всичката си земя като компенсация и Ингоулвур и Хьорлейвур останали без нищо, което ги накарало да си потърсят късмета в Исландия. Двамата натоварили корабите си с инвентар, със семействата си, с роби, домашни животни и към 870 г. потеглили към Исландия.
Тъй като Ингоулвур искал да получи някакви указания от боговете накъде да се отправи, той хвърлил през борда носещите стълбове от стария си дом и решил да ги следва накъдето ги отнесе течението. Тъй като ги загубил от поглед се наложило отначало да се установи в Ингоулфсфетл на югоизток, докато приятелят му Хьорлейвур спрял при Хьорлейфсхьофди. Скоро след това Хьорлейвур бил убит от робите си, които отвлекли жените и корабите на съседна група острови на юг. Когато Ингоулвур научил печалната вест, той избил робите, спасил жените (сред които и собствената му сестра Хелга, вдовица на Хьорлейвур), а островите нарекъл Вестманови острови (както се наричат и до днес). След това се преместил в Хьорлейфсхьофди за една година, но не се отказал да открие донесените от Норвегия дървени колони, за да разбере каква е волята на боговете къде да бъде постоянният му дом. Най-после след още една година изпратените специално за целта роби най-сетне успели да намерят дървените колони в залива на един фиорд, а Ингоулвур за награда им дарил свободата. Така към 874 г. Ингоулвур се заселил на указаното от колоните място, което между другото се оказало много подходящо за живот, понеже изобилствало от топли извори. Новото селище Ингоулвур нарекъл Рейкявик – „Пушещия залив“ заради облаците пара от горещите извори.
След като Ингоулвур и съпругата му Халвейх Фроудадохтир се установили в Рейкявик, към Исландия потеглили голям брой норвежци и този период (до 930 г.) станал известен като периода на заселване на Исландия, тъй като именно тогава била колонизирана по-голямата част от годната за обитаване земя. За тези събития може да се прочете подробно в Книга за заселването на Исландия и Книга за исландците.